# Microcontroller
Een microcontroller (afgekort μc of MCU) is een geïntegreerde schakeling met een microprocessor die wordt gebruikt om elektronische apparatuur te besturen. Om van een microcontroller te spreken moet het systeem minimaal bestaan uit een cpu, geheugen en I/O. De microcontroller is tegenwoordig niet meer weg te denken. Bijna alle moderne apparaten bevatten een microcontroller, zoals wasmachines, telefoons, wagens, robotgrasmaaiers, afstandsbedieningen. Microcontrollers worden gebruikt bij het automatiseren van apparaten.

## Geschiedenis
De eerste microprocessor was de 4-bit Intel 4004 uitgebracht in 1971, waarna de Intel 8008 en andere meer bekwame microprocessoren verkrijgbaar werden in de volgende jaren. Beide hadden echter externe componenten nodig om te functioneren.

## Uitvoeringen
Een microcontroller is via software te programmeren, waardoor het een flexibel component is.
Microcontrollers zijn in 8 bit-, 16 bit-, 32 bit- en een niet zo vaak gebruikte 64 bit-uitvoering verkrijgbaar.

## Programma's
Het programma voor een micro-controller moet op het interne geheugen passen, maar dit kan ook worden uitgebreid met extern geheugen. Door middel van compilers en assemblers wordt assembly en high-level code naar compacte machine code geconverteerd.  

## Interrupts
Interrupts worden gebruikt om in real-time inputs op te nemen. Bij bepaalde gebeurtenissen kan een interrupt de processor signaleren om de huidige instructie in wacht te zetten en een interrupt handler te starten. De interrupt handler zal de nodige verwerking afhankelijk van de soort interrupt uitvoeren en dan terug naar de oorspronkelijke instructies gaan.

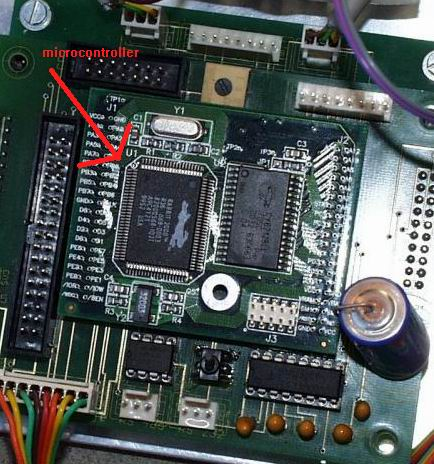
Microcontroller

## Werking en opbouw
De microcontroller maakt het mogelijk om binnengekregen signalen van sensoren te verwerken, waarna de microcontroller het signaal kan onthouden of verwerken om tot de gewenste actie te komen.
Microcontrollers kunnen algemeen toepasbaar zijn, of gespecialiseerd voor bepaalde functies, bijvoorbeeld digitale signaalprocessors (DSP's).